# Inktmot
De inktmot (Amphisbatis incongruella) is een nachtvlinder uit de familie van de zaksikkelmotten (Lypusidae). 
De vlinder heeft een spanwijdte van 10 tot 12 millimeter.
De waardplanten voor de inktmot zijn struikhei en tijm. De rupsen leven in een langwerpig kokervormig "huisje" waarin zij wonen en dat is gemaakt van reepjes gras en heide. In deze koker vindt ook de verpopping plaats. De rupsen zijn te vinden van juli tot het volgende voorjaar, en overwinteren. De soort vliegt in maart en april.
De soort komt voor in een groot deel van Europa. In Nederland is de soort zeldzaam, in België is hij zeer zeldzaam.